# ビアリッツ・オランピック
ビアリッツ・オランピック・ペイ・バスク（仏: Biarritz Olympique Pays Basque）は、フランスのアキテーヌ地域圏ピレネー＝アトランティック県ビアリッツに本拠地を置くラグビーユニオンクラブである。ビアリッツ・オランピック、または単にビアリッツとして知られる。日本語ではビアリッツ・オリンピックとも。プロD2（2部）に所属。

## 概要
ホームゲームはビアリッツにある多目的スタジアムのパルク・デ・スポール・アギレラで行っており、このスタジアムは13,500人を収容するが、より大きな収容人数を必要とする試合を行う際は、スペイン・バスクのサン・セバスティアンにあるエスタディオ・アノエタを使用することがある。ビアリッツのユニフォームカラーは赤色と白色である。フランス選手権では5回優勝しており、その他にもいくつもの主要タイトルを獲得している。
1913年、2つのチームが合併してビアリッツ・オランピックが設立された。1934年シーズンには初めてフランス選手権の決勝に進出し、アヴィロン・バイヨネに敗れた。翌シーズンには、決勝でUSAペルピニャンを破ってフランス選手権で初優勝した。2002年シーズンには63年ぶりにフランス選手権で優勝し、2005年シーズンと2006年シーズンには2連覇した。ヨーロッパの舞台では、2006年と2010年にハイネケンカップで準優勝した。

## 歴史

### 初期
クラブの歴史は19世紀末にまで遡る。アキテーヌ地域圏ピレネー＝アトランティック県ビアリッツにあったある運動クラブは、1902年にビアリッツ・スタッド (Biarritz Stade)と名付けられ、ラグビー部門を開設した。1909年にはビアリッツ・スポルティン・クラブ (Biarritz Sporting Club)が設立された。1913年4月26日、ふたつのクラブの融合が行われた。新クラブの名称はビアリッツ・オランピック(Biarritz Olympique)となり、M.P.シャンパーニュが初代会長に就任した。1934年5月13日、ビアリッツ・オランピックはトゥールーズのスタッド・ド・ポン・ジュメルに集まった18,000人の前でフランス選手権決勝を戦ったが、アヴィロン・バイヨネに8-13で敗れた。バイヨンヌはビアリッツの隣町であり、ふたつのクラブの本拠地は3マイルほどしか離れていなかった。フランス選手権決勝がバスク地方のクラブ同士となったのは、この対戦が唯一である。
一年後、ビアリッツは再び全国選手権の決勝にコマを進め、今度はUSAペルピニャンと対戦した。ビアリッツは3-0で勝利し、初めてフランス王者となった。1930年代にはその後も成功を継続し、1938年のフランス選手権では、決勝で再びペルピニャンと対戦したが、今度は6-11で敗れた。その一年後、両クラブは決勝で再会し、6-0で勝利したビアリッツが2度目の国内王者となった。しかし、その後の半世紀間、ビアリッツはフランスリーグで際立った成績を残すことはなかった。1930年代、ビアリッツは決勝でペルピニャンと2度対戦しており、1勝1敗だった。その後は半世紀以上も決勝での対戦はなかったが、1992年には再びフランス選手権決勝で顔を合わせている。

### 1980年代と1990年代
1980年代末まで、BOという愛称を持つビアリッツがリーグの頂点に到達することはなかった。1989年、ビアリッツは1937年シーズン以来となるシャランジュ・イヴ・デュ・マノワールの決勝に出場したが、RCナルボンヌに12-18で敗れた。1992年のフランス選手権では、パリのパルク・デ・プランスで行われた決勝に進出したが、RCトゥーロンに14-19で敗れた。1997-98シーズンには初めてヨーロピアン・ラグビーカップ戦に参加し、欧州チャレンジカップに出場した。ビアリッツはプールステージで6試合中3試合に勝利したが、プールステージを通過することはできなかった。1998年、ビアリッツ・オランピックから、現在の名称であるビアリッツ・オランピック・ペイ・バスク (Biarritz Olympique Pays Basque)に名称が変更された。1998-99シーズンも前シーズンと同様であり、6試合中4試合に勝利したが、フランスのアジャンとCAブリーヴの後ろのプール3位で終えた。
3度目の欧州チャレンジカップのプールステージで、ビアリッツは1敗しかせずにプール首位となった。しかし、準々決勝ではイングランドのブリストル・ラグビー・クラブに敗れた。1999-00シーズンのクープ・ドゥ・フランスでは、決勝でブリーヴを24-13で破り、ビアリッツは1937年以来となる優勝を飾った。これによって、ビアリッツはハイネケンカップの出場権を得た。

### 2000年代

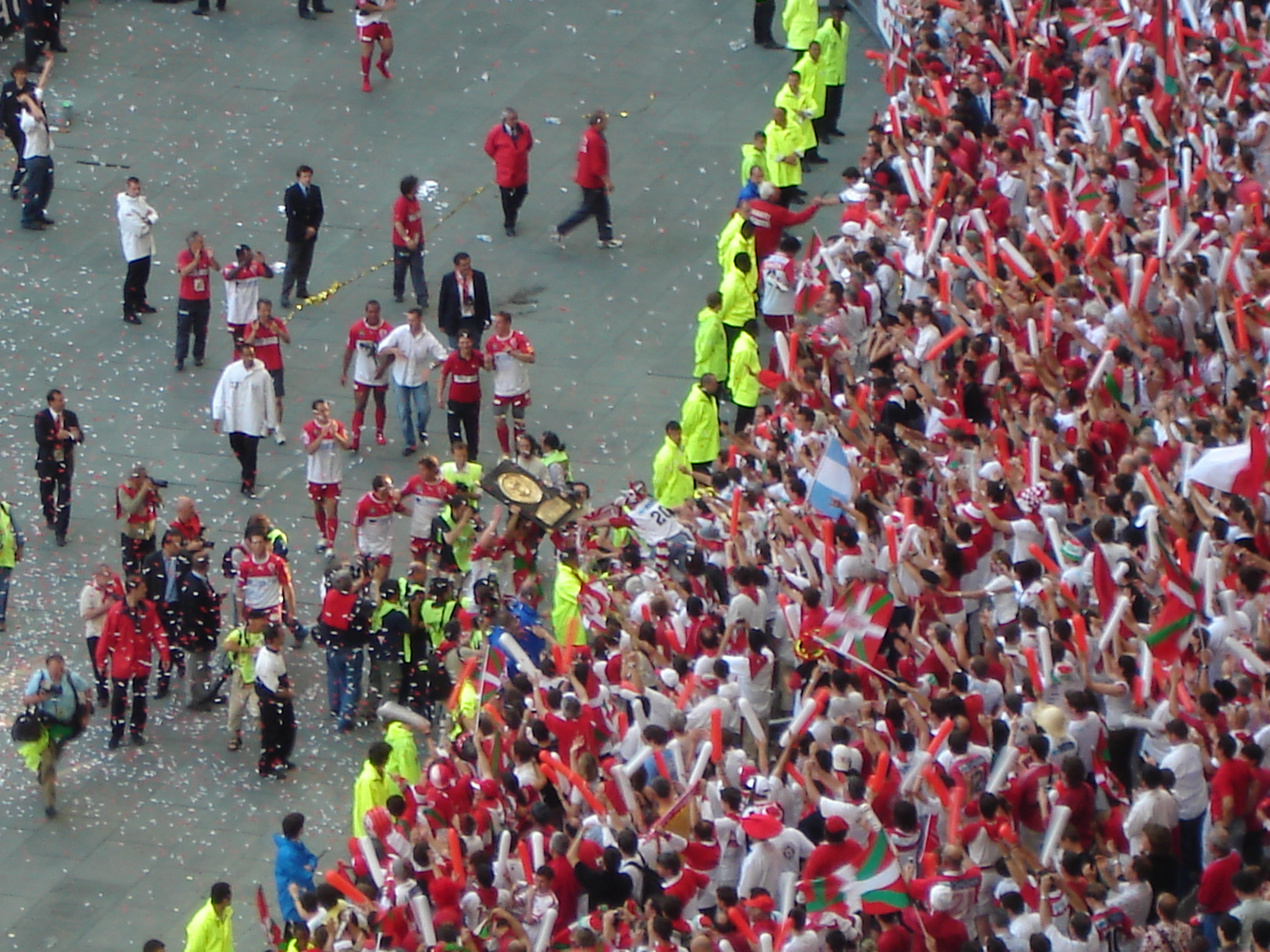
2006年のトップ14決勝後に優勝を祝うビアリッツの選手

2000-01シーズンのハイネケンカップでは、Thomond Parkで行われた準々決勝でアイルランドのマンスター・ラグビーに29-38で敗れた。2001-02シーズンのハイネケンカップでは、プールステージの6試合で2勝し、プール2位で準々決勝に進出したが、決勝に進むことはできなかった。
2002年、ビアリッツは過去10年間で初めてフランス選手権で決勝に進出した。サン＝ドニのスタッド・ド・フランスに集まった78,457人の前で決勝が行われ、SUアジャンを25-22で下した。クープ・ドゥ・フランスでも決勝に進出し、19-21でアトランティック・スタッド・ロシェライに敗れて準優勝だった。2002-03シーズンのハイネケンカップでもビアリッツは成功を記録し、プールステージを首位で終えたが、準々決勝ではダブリンのランズダウン・ロードでレンスター・ラグビーに13-18で敗れた。
2003-04シーズンのハイネケンカップは過去最高の成績を記録し、ビアリッツは初めて準決勝に到達した。プールステージを首位で終え、準々決勝ではラネリ・スカーレッツを破った。準決勝では同じフランスのクラブ、スタッド・トゥールーザンに11-19で敗れた。2004-05シーズンのハイネケンカップでは、プールステージでロンドン・ワスプスに1敗を喫したが、プールの首位で6試合を終えた。準々決勝ではマンスターを破り、準決勝進出という前シーズンの成功を繰り返した。パルク・デ・プランスで行われた準決勝では、スタッド・フランセに17-20で敗れた。しかし、2005年のフランス選手権決勝では、とても困難な挑戦だったがスタッド・フランセを37-34で下して優勝した。
2005-06シーズンのハイネケンカップでは決勝でマンスターと対戦した。プールステージ緒戦ではイングランドのサラセンズに敗れたが、残り5試合に全勝してプール4で首位となった。準々決勝ではイングランドのセール・シャークスに11-6で勝利し、準決勝ではイングランドのバース・ラグビーに18-9で勝利した。決勝ではマンスターに19-23で敗れた。
しかし、ハイネケンカップでの敗北を忘れ、2005-06シーズンのトップ14で決勝に進出することができた。決勝ではトゥールーザンと対戦し、9-6とリードする接戦でハーフタイムを迎えたが、後半に勝利への襲撃を開始し、最終的には40-13で勝者に返り咲いた。2006-07シーズンのハイネケンカップではプールステージの6試合に全勝し、29ポイントでグループ首位となった。準々決勝ではエスタディオ・アノエタにノーサンプトン・セインツを迎えたが、試合をひっくり返されて7-8で競り負けた。
2010年のハイネケンカップのプールステージでは、いずれもアノエタでウェールズのオスプリーズとマンスターに勝利したが、5月22日の土曜日にスタッド・ド・フランスで行われて激しい戦いとなった決勝では、トゥールーザンに19-21で負けた。2012年5月18日、トゥイッケナム・ストゥープで行われた2011-12シーズンの欧州チャレンジカップ決勝で、ビアリッツはトップ14のライバルでもあるRCトゥーロンを21-18で破った。2013-14シーズンはトップ14で低迷し、ラグビー・プロD2（2部）に降格した。

## スタジアム

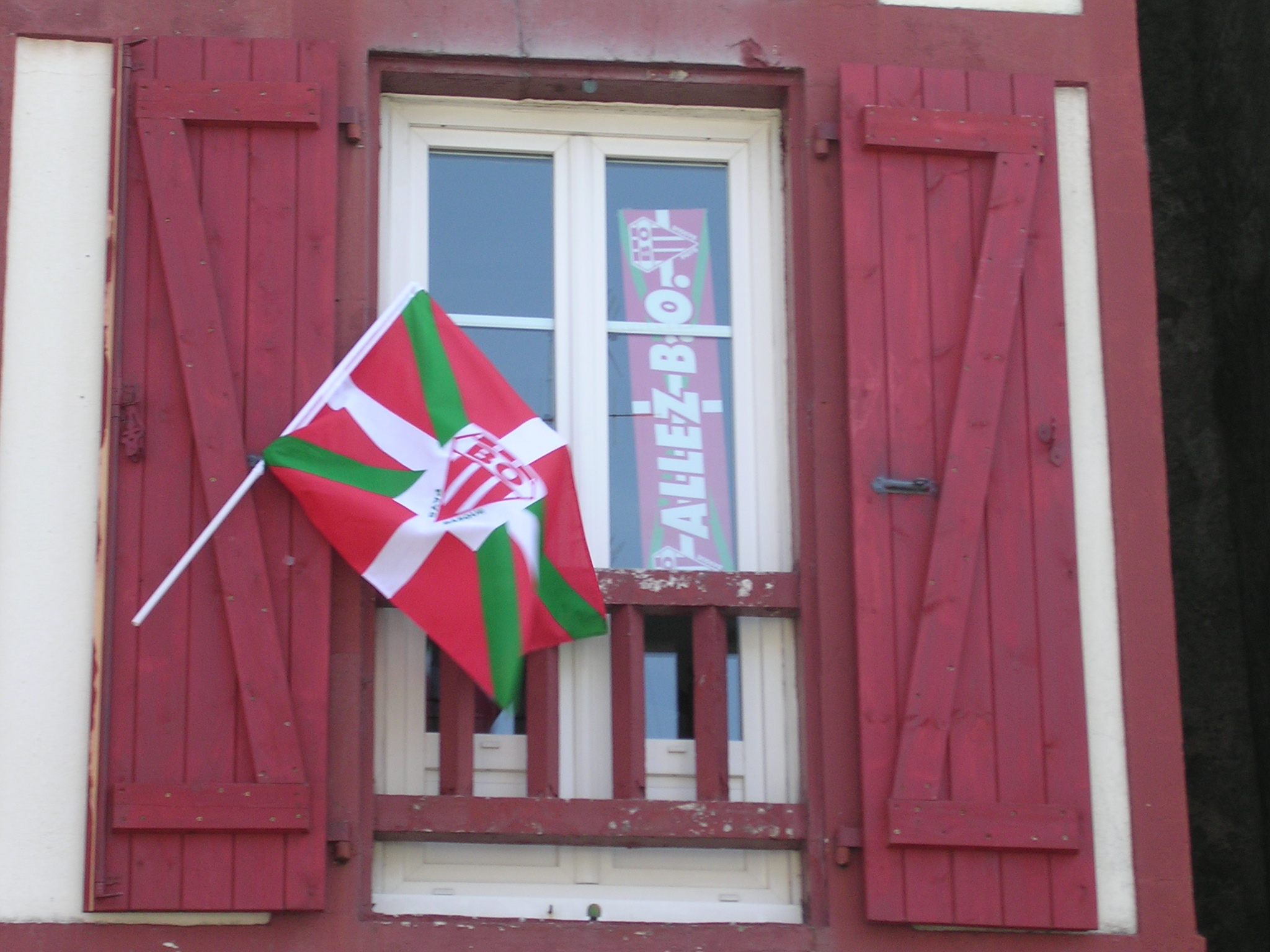
BOPBというロゴが書かれたイクリニャ（バスク国旗）

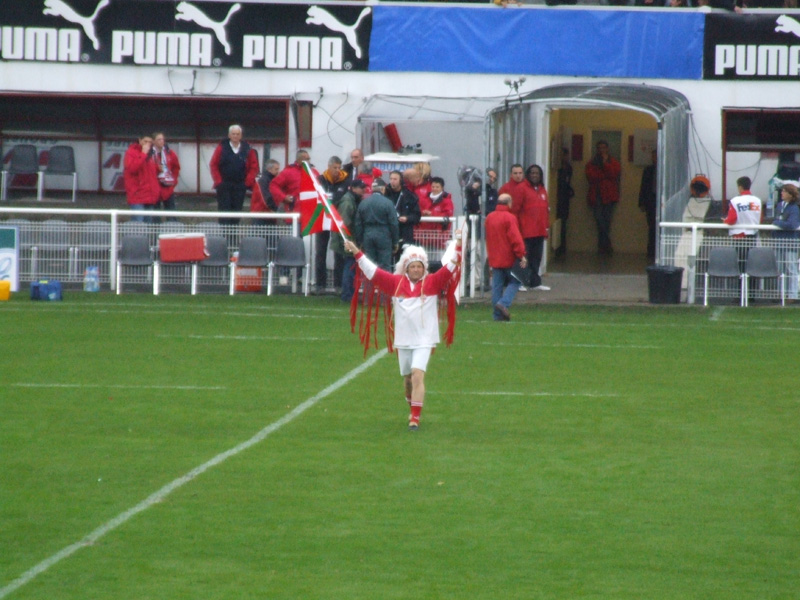
無給で活動するマスコットのRabagny

ビアリッツはホームゲームを、ビアリッツにある多目的スタジアムのパルク・デ・スポール・アギレラで開催している。このスタジアムはラグビーに使用されることがほとんどであり、約13,500人を収容できる。ビアリッツのホームゲームを除けば、このグラウンドはフレンチ・バーバリアンズがホームゲームに2度使用したことがあり、1997年11月11日のラグビー南アフリカ代表との試合（40-22でバーバリアンズが勝利）、2007年3月3日のラグビーアルゼンチン代表との試合（28-14でアルゼンチンが勝利）が行われた。
大きな試合になると、フランス＝スペイン国境を渡ってサン・セバスティアンのエスタディオ・アノエタに行くことがある。ハイネケンカップの準決勝以上の試合は少なくとも20,000人の収容人数を持つ場所を使用しなければならず、アノエタはこの収容人数を満たすビアリッツからもっとも近いスタジアムである。収容人数の上限まで観客を入れると、アノエタは32,000人をわずかに超える。アノエタで行った初めての試合は、2004-05シーズンのハイネケンカップ準々決勝のマンスター・ラグビー戦（アイルランド）だった。2005-06シーズンにはハイネケンカップ準々決勝と準決勝の両方でアノエタを用いた。2006-07シーズンの準々決勝のノーサンプトン・セインツ戦もまたアノエタで行われた。2009-10シーズンのフランス選手権トップ14で、ビアリッツはホームゲーム2試合、北バスクダービーのバイヨンヌ戦と、伝統的な強豪であるトゥールーザン戦をアノエタで開催した。ハイネケンカップで決勝に進出した2009-10シーズンには、決勝に先立つ準々決勝のオスプリーズ戦、準決勝のマンスター戦の2試合をアノエタで開催した。

## カラー・名称
通常、ビアリッツ・オランピックは赤色と白色を着用してプレーする。緑色はクラブの第3の色であり、赤・白・緑の3色はバスク地方を象徴する伝統的な色である。彼らのホームユニフォームは赤色の靴下と赤色のパンツ、脇に赤色が入った白色のシャツで構成されている。セカンドジャージも緑色の腕を持っている。彼らのユニフォームは襟なしであり、バーダ(Burrda Sport)によって製造されている。メインシャツスポンサーはキャップジェミニである。1998年には、バスクのクラブという意味を込めて現在の名称であるビアリッツ・オランピック・ペイ・バスク(Biarritz Olympique Pays Basque)が採択され、この名称はしばしばBOPBと略される。クラブのロゴは、中央に「B」と「O」の文字が入った赤色と白色の盾である。ロゴの両脇にある緑色の部分には、Pays Basqueという文字もまた刻まれている。

## サポーター
ビアリッツのサポーターはスタンドでイクリニャ（バスク国旗）を揺らすことがある。バスク人サポーターはよい歌い手としての名声を得ており、スタンドからは伝統的なバスクの歌も聞こえる。ビアリッツのサポーターはとても声量が大きいことで知られており、相手チームにとってパルク・デ・スポール・アギレラは威圧感のある会場であるとされている。

## タイトル

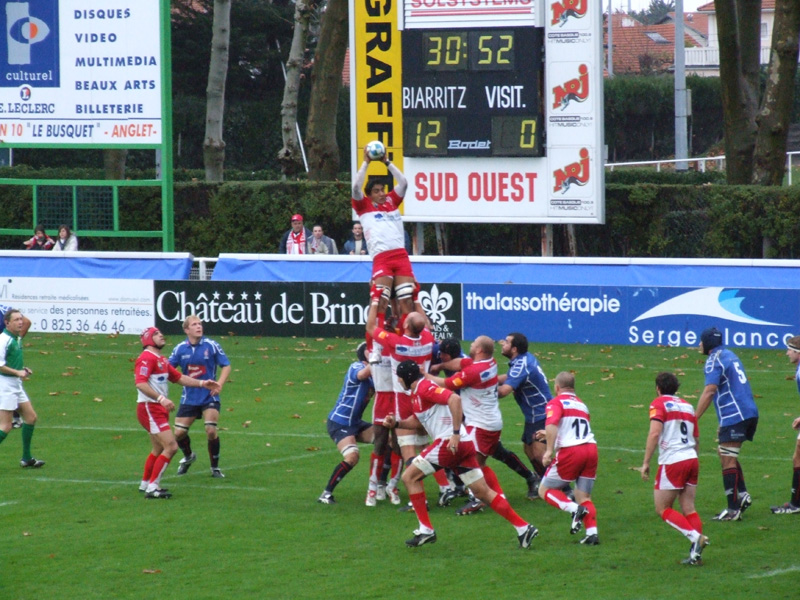
2006年のハイネケンカップ、 Border Reivers戦

### 国内タイトル
- フランス選手権（現・トップ14）
  - 優勝 5回（1935, 1939, 2002, 2005, 2006）
  - 準優勝 3回（1934, 1938, 1992）

- シャランジュ・イヴ・デュ・マノワール（Challenge Yves du Manoir）
  - 優勝 2回（1937, 2000）
  - 準優勝 1回（1989）

- クープ・ドゥ・フランス（Coupe de France）／クープ・ドゥ・ラ・リーグ（Coupe de la Ligue）
  - 準優勝 1回（2002）

### 国際タイトル
- ハイネケンカップ
  - 準優勝 2回（2006, 2010）

- 欧州チャレンジカップ
  - 優勝 1回（2012）

## 決勝結果

### フランス選手権
| 開催日        | 優勝                     | 準優勝                   | スコア         | 場所                                       | 観客数 |
| ------------- | ------------------------ | ------------------------ | -------------- | ------------------------------------------ | ------ |
| 1934年5月13日 | アヴィロン・バイヨネ     | ビアリッツ・オランピック | 13-8           | スタッド・ド・ポン・ジュメル, トゥールーズ | 18,000 |
| 1935年5月12日 | ビアリッツ・オランピック | USAペルピニャン          | 3-0            | スタッド・ド・ポン・ジュメル, トゥールーズ | 23,000 |
| 1938年5月8日  | USAペルピニャン          | ビアリッツ・オランピック | 11-6           | スタッド・ド・ポン・ジュメル, トゥールーズ | 24,600 |
| 1939年4月30日 | ビアリッツ・オランピック | USAペルピニャン          | 6-0 （延長）   | スタッド・ド・ポン・ジュメル, トゥールーズ | 23,000 |
| 1992年6月6日  | RCトゥーロン             | ビアリッツ・オランピック | 19-3           | パルク・デ・プランス, パリ                 | 48,000 |
| 2002年6月8日  | ビアリッツ・オランピック | SUアジャン               | 25-22 （延長） | スタッド・ド・フランス, サン＝ドニ         | 78,457 |
| 2005年6月11日 | ビアリッツ・オランピック | スタッド・フランセ       | 37-34 （延長） | スタッド・ド・フランス, サン＝ドニ         | 79,475 |
| 2006年6月10日 | ビアリッツ・オランピック | スタッド・トゥールーザン | 40-13          | スタッド・ド・フランス, サン＝ドニ         | 79,474 |

### ハイネケンカップ
| 開催日        | 優勝                     | 準優勝                   | スコア | 場所                               | 観客数 |
| ------------- | ------------------------ | ------------------------ | ------ | ---------------------------------- | ------ |
| 2006年5月20日 | マンスター・ラグビー     | ビアリッツ・オランピック | 23-19  | ミレニアム・スタジアム, カーディフ | 74,534 |
| 2010年5月22日 | スタッド・トゥールーザン | ビアリッツ・オランピック | 21-19  | スタッド・ド・フランス, サン＝ドニ | 78,962 |

### 欧州チャレンジカップ
| 開催日        | 優勝                     | 準優勝       | スコア | 場所                                 | 観客数 |
| ------------- | ------------------------ | ------------ | ------ | ------------------------------------ | ------ |
| 2012年5月18日 | ビアリッツ・オランピック | RCトゥーロン | 21-18  | トゥイッケナム・ストゥープ, ロンドン | 9,376  |

### シャランジュ・イヴ・デュ・マノワール
| シーズン | 優勝                     | スコア | 準優勝                   |
| -------- | ------------------------ | ------ | ------------------------ |
| 1937     | ビアリッツ・オランピック | 9-3    | USAペルピニャン          |
| 1989     | RCナルボンヌ             | 18-12  | ビアリッツ・オランピック |
| 2000     | ビアリッツ・オランピック | 24-13  | CAブリーヴ               |

### クープ・ドゥ・フランス
| シーズン | 優勝               | スコア | 準優勝                   |
| -------- | ------------------ | ------ | ------------------------ |
| 2002     | スタッド・ロシュレ | 23-19  | ビアリッツ・オランピック |

## 成績

### ヨーロッパでの戦績
| シーズン | 大会                 | 試合数 | 試合数 | 試合数 | 試合数 | ポイント | ポイント | ポイント | 備考                              |
| シーズン | 大会                 | 試合   | 勝     | 分     | 敗     | 得点     | 失点     | 点差     | 備考                              |
| -------- | -------------------- | ------ | ------ | ------ | ------ | -------- | -------- | -------- | --------------------------------- |
| 1997-98  | 欧州チャレンジカップ | 6      | 3      | 0      | 3      | 123      | 153      | -30      |                                   |
| 1998-99  | 欧州チャレンジカップ | 6      | 4      | 0      | 2      | 187      | 124      | +63      |                                   |
| 1999-00  | 欧州チャレンジカップ | 7      | 5      | 0      | 2      | 256      | 109      | +147     | ベスト8                           |
| 2000-01  | ハイネケンカップ     | 7      | 4      | 0      | 3      | 193      | 190      | +3       | ベスト8                           |
| 2001-02  | ハイネケンカップ     | 6      | 2      | 1      | 3      | 104      | 95       | +9       | ベスト8                           |
| 2002-03  | ハイネケンカップ     | 7      | 4      | 0      | 3      | 185      | 128      | +57      |                                   |
| 2003-04  | ハイネケンカップ     | 8      | 5      | 0      | 3      | 177      | 126      | +51      | ベスト4                           |
| 2004-05  | ハイネケンカップ     | 9      | 6      | 0      | 2      | 199      | 122      | +77      | ベスト4                           |
| 2005-06  | ハイネケンカップ     | 9      | 7      | 0      | 2      | 230      | 131      | +99      | 準優勝                            |
| 2006-07  | ハイネケンカップ     | 7      | 6      | 0      | 1      | 192      | 52       | +140     | ベスト8                           |
| 2007-08  | ハイネケンカップ     | 6      | 4      | 0      | 2      | 109      | 116      | -7       |                                   |
| 2008-09  | ハイネケンカップ     | 6      | 3      | 0      | 3      | 121      | 88       | +33      |                                   |
| 2009-10  | ハイネケンカップ     | 9      | 7      | 0      | 2      | 254      | 153      | +101     | 準優勝                            |
| 2010-11  | ハイネケンカップ     | 7      | 4      | 0      | 3      | 160      | 112      | +48      | ベスト8                           |
| 2011-12  | ハイネケンカップ     | 6      | 3      | 0      | 3      | 143      | 105      | +42      | プール2位でチャレンジカップに出場 |
| 2011-12  | 欧州チャレンジカップ | 3      | 3      | 0      | 0      | 66       | 41       | +19      | 優勝                              |

## スコッド
- ルテル・トライ(サモア代表)
- リーヴァイ・ダグラス
- ピウア・ファアサレレ(サモア代表)
- チャールズ・マシュー
- マスヴェシ・ダクワカ(7人制フィジー代表)
- ジョナサン・ジョセフ(イングランド代表)
- アドリアン・モトック(ルーマニア代表)
- タイラー・モーガン(ウェールズ代表)

## 歴代所属選手
| - フェデリコ・マルティン・アランブル - マルセロ・ボシュ - マヌエル・カリッサ - Agustin Creevy - マルティン・ガイタン - エウセビオ・ギニャス - フランシスコ・ゴメス・コデラ - トマス・クベリ - Dane Haylett-Petty - Karmichael Hunt - Joe Roff - Haig Sare - Marc Stcherbina - ロドニー・デイヴィス - テヴィタ・クリンドラニ - ヘンリー・スパイト - ジョー・トマネ - セルジュ・ベッツェン - Ayoola Erinle - Sireli Bobo - ネミア・ソンゲタ - カリヴァティ・タワケ - Benoit August - Denis Avril - Marc Baget - Fabien Barcella - Jean-Pascal Barraque - Philippe Bernat-Salles - Serge Betsen - Philippe Bidabé - セルジュ・ブランコ - Sebastien Bonetti - Guillaume Boussès - Nicolas Brusque - Michel Celaya | - Jean Condom - David Couzinet - Valentin Courrent - Julien Dupuy - ティエリー・デュソトワール - Pépito Elhorga - Jean-Martin Etchenique - Fernand Forgues - Philippe Gimbert - Jean-Baptiste Gobelet - Jean-Michel Gonzalez - André Haget - Francis Haget - Thibault Lacroix - Patrice Lagisquet - Raphaël Lakafia - Jean Larribau - Grégoire Lascubé - Wenceslas Lauret - Benoît Lecouls - Yann Lesgourgues - Marc Lièvremont - Thomas Lièvremont - Sylvain Marconnet - Legi Matiu - Laurent Mazas | - Arnaud Mignardi - Christophe Milhères - Benjamin Noirot - Olivier Olibeau - Pascal Ondarts - Lucien Pariès - Julien Peyrelongue - Sotele Puleoto - Olivier Roumat - Julien Saubade - Michel Sorondo - Benjamin Thiéry - ジェローム・ティオン - セバスチアン・ティユスボルド - イマノル・アリノルドキ - ディミトゥリ・ヤシュヴィリ - ダミアン・トライユ - テディ・トーマス - ジャン＝パスカル・バラク - Santiago Dellapè - アンドレア・マジ - Gonzalo Padro - ジョシュア・フルノ - Campbell Johnstone - Frano Botica - エリオット・ディクソン - Petru Bălan - オヴィデュ・トニツァ - Henry Fa'afili - ジョシュ・ティレル - センスス・ジョンストン - ポール・ペレズ | - Kas Lealamanua - Colin Noon - Adrien Ayestaran - Wicus Blaauw - Jacques Cronjé - Ashwin Willemse - スレトン・パラモ - タクズワ・ングウェニア - Samiu Vahafolau - カート・モラス - シオネ・アンガアエランギ - エバン・オルムステッド - トルニケ・ジャラゴニア |